# Mariä Himmelfahrt (Galiny)
Die Kirche Mariä Himmelfahrt in Galiny (deutsch Gallingen) ist ein Bauwerk aus dem 15. Jahrhundert. Mehr als 400 Jahre war sie Gotteshaus für das evangelische Kirchspiel Gallingen im ostpreußischen Kreis Friedland/Bartenstein und ist heute römisch-katholische Pfarrkirche in der polnischen Woiwodschaft Ermland-Masuren.

## Geographische Lage
Das Kirchdorf liegt in der historischen Region Ostpreußen, an der Pisa (deutsch Pissa, hier auch: Dost), zehn Kilometer südöstlich der Stadt Bartoszyce (deutsch Bartenstein). Die Kirche steht in Ortsmitte an der Hauptstraße (Landesstraße 57, frühere Reichsstraße 128), gegenüber der Einmündung der Straße von Kosy (Quossen).

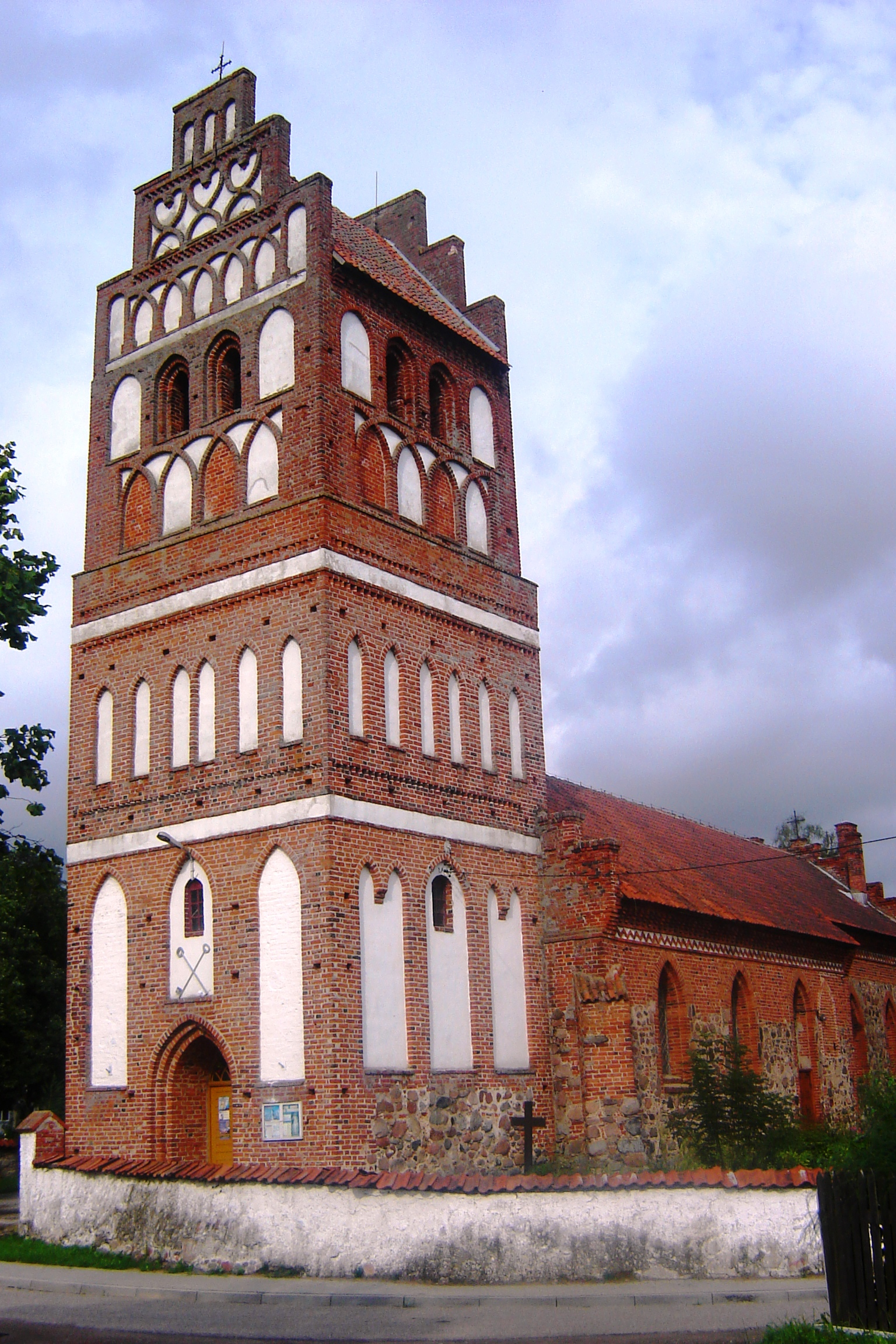
Der massive Turm von 1500

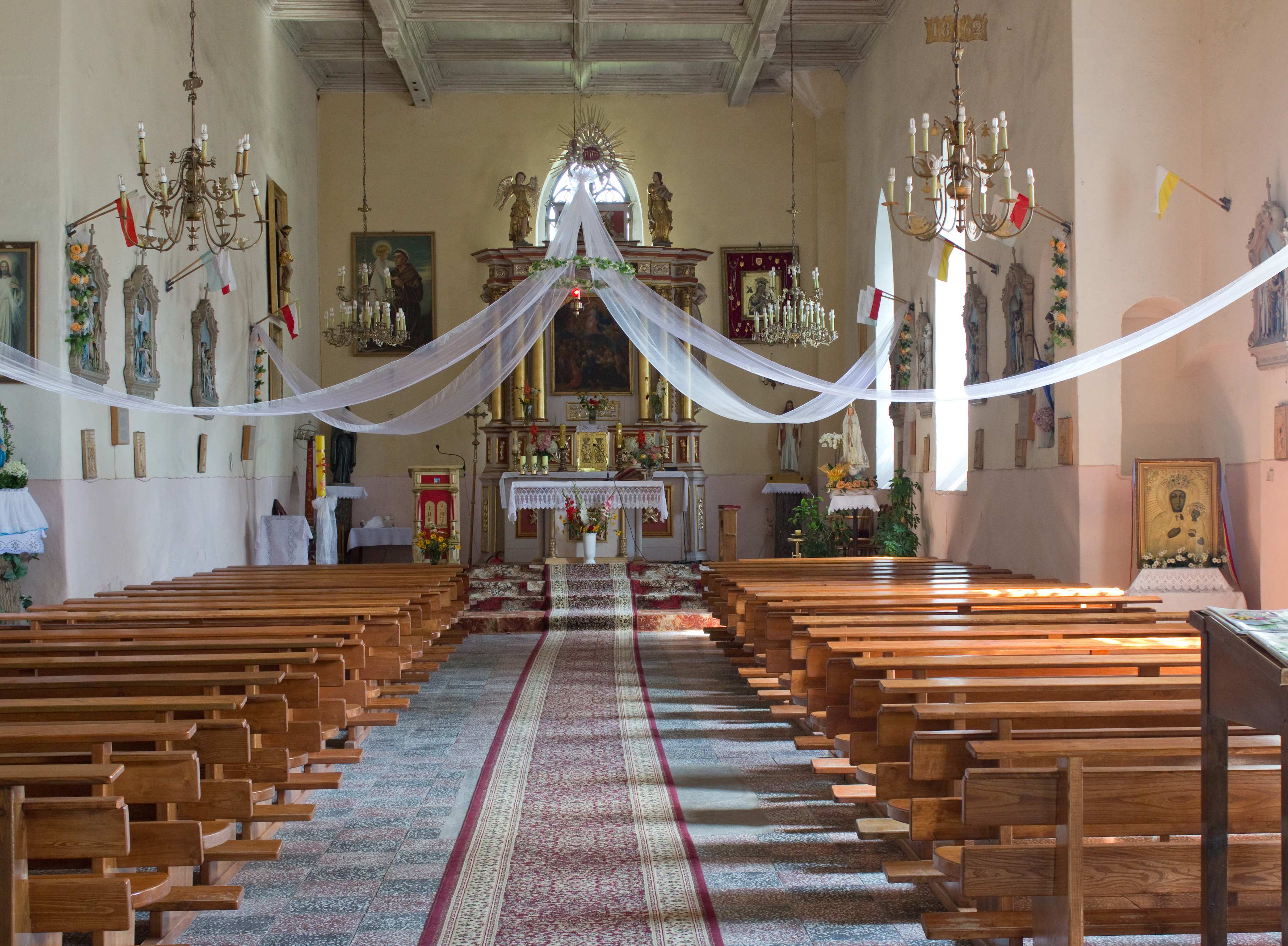
Das Kircheninnere

## Kirchengebäude
Eine erste Kirche in Gallingen ist 1338 erwähnt. In ihrer heutigen Gestalt im gotischen Stil entstand sie 1470 nach der Zerstörung des Vorgängerbaus im Dreizehnjährigen Krieg. Die Reste der alten Kirche wurden zum Chor umgebaut und nach Westen hin das Kirchenschiff hauptsächlich als Feldsteinen angefügt.
Der vier Stockwerke hohe Turm aus Backstein wurde 1500 errichtet. Seine landschaftstypischen Staffelgiebel erhielt er erst 1857.
Im Jahre 1857 wurden auch die Fenster erneuert und im Innern eine Kassettendecke eingefügt. Der Altar wurde 1744 vom Bartensteiner Bildhauer Döbert geschnitzt und 1752 vom Königsberger Maler Rindfleisch vergoldet. Die mit dem Altar verbundene Kanzel ist verloren gegangen. Botho zu Eulenburg stiftete um 1600 einen kostbaren Patronatsstuhl. Die 1601 eingebaute Empore und die Barockorgel wurden nach dem Zweiten Weltkrieg aus der Kirche entfernt. Auch die von Gottfried Heinrich zu Eulenburg 1728 gestiftete Bibliothek, die zuletzt mehrere tausend Bände und eine der ältesten Ausgaben des Sachsenspiegel besaß, ging nach 1945 verloren.
Nach heutigem Baubestand hat der Bau einen eingezogenen, schmucklosen Rechteckchor mit schräg stehenden niedrigen Strebepfeilern an den Kanten. Das Langhaus ist ein ungewölbter Saalbau auf gestrecktem längsrechteckigem Grundriss, wobei an den westlichen Kanten schräg stehende, niedrige Strebepfeiler angebaut sind. Die beiden unteren Geschosse des Langhauses bis zur Firsthöhe stammen aus dem Mittelalter. Das Erdgeschoss ist durch große spitzbogige und gekuppelte Blenden gegliedert, während im ersten Obergeschoss jeweils sechs schmale Blenden auf jeder frei stehenden Seite angebracht sind und ein eingefasstes Putzband einen oberer Abschluss bildet, sowie oben und unten ein deutsches Band eine Einrahmung schafft.
Die Kirche war bis 1945 ein evangelisches Gotteshaus. Sie wurde dann der Römisch-katholischen Kirche übergeben. Sie weihte das Gebäude neu und gab ihr den Namen Kościół św. Wniebowzięcia NMP („Mariä-Himmelfahrt-Kirche“).

## Kirchengemeinde
Gallingen war ein altes Kirchdorf und bestand als solches bereits in vorreformatorischer Zeit. Die Reformation hielt hier Anfang des 16. Jahrhunderts Einzug.

### Evangelisch
Kirchengeschichte

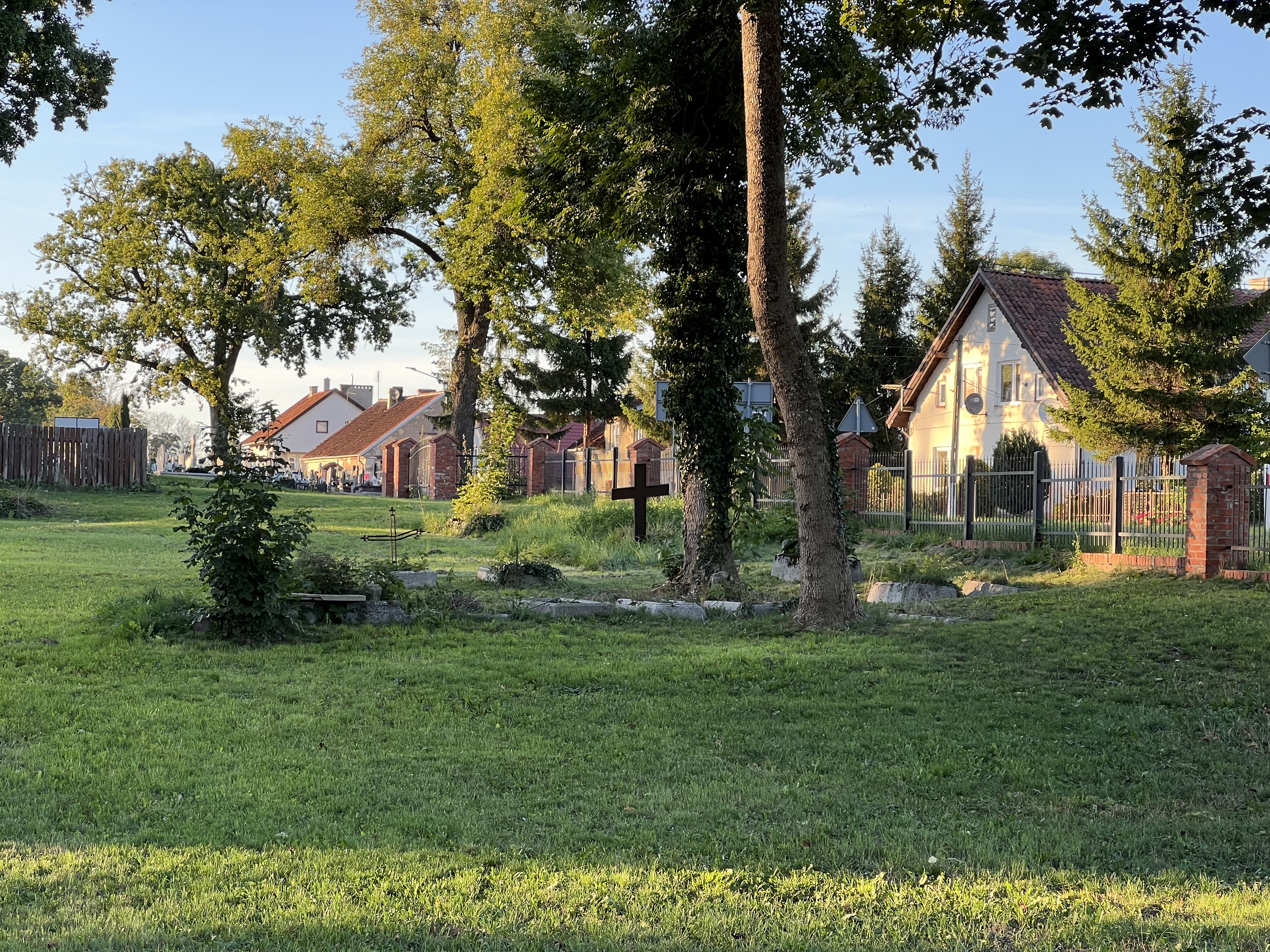
Der frühere evangelische Friedhof in Galiny

Gehörte Gallingen anfangs zur Inspektion Bartenstein (polnisch Bartoszyce), so war das Pfarrdorf zuletzt in den Kirchenkreis Friedland (russisch Prawdinsk), später umbenannt in „Kirchenkreis Bartenstein“ (polnisch Bartoszyce) eingegliedert. Der gehörte zur Kirchenprovinz Ostpreußen der Kirche der Altpreußischen Union.
Flucht und Vertreibung der einheimischen Bevölkerung ließen nach 1945 das evangelische Gemeindeleben absterben. Heute hier lebende evangelische Kirchenglieder gehören zur Kirchengemeinde in der Stadt Bartoszyce, einer Filialgemeinde der Johanneskirche in Kętrzyn (Rastenburg) in der Diözese Masuren der Evangelisch-Augsburgischen Kirche in Polen.
Kirchspielorte
Zum evangelischen Kirchspiel Gallingen gehörten bis 1945 die Ortschaften:
| Deutscher Name  | Polnischer Name |  | Deutscher Name | Polnischer Name  |
| --------------- | --------------- |  | -------------- | ---------------- |
| Arthurswalde    | Kadyki          |  | Kraftshagen    | Krawczyki        |
| Charlottenberg  | Klekotki        |  | Minten         | Minty            |
| Dietrichswalde  | Ciemna Wola     |  | Quossen        | Kosy             |
| Gallingen       | Galiny          |  | Tingen         | Tynga            |
| Grommels        | Gromki          |  | Wangritten     | Węgoryty         |
| Klein Gallingen | Galinki         |  | Wilhelminenhof | Wiloszyn         |
| Königs          | Króle           |  | Zanderborken   | Borki Sędrowskie |

Pfarrer
Seit der Reformation waren an der Kirche zu Gallingen bis 1945 als evangelische Geistliche tätig:
- Lucas Germann, bis 1554
- Thomas Mensowius, ab 1554
- Johann Hoffmann, 1568–1576
- Georg Kramme, 1577–1619
- Thomas Kysseus, 1611–1640
- Johann Lehmann, 1640–1658
- Daniel Nicola, 1658–1662
- Ernst Frommholtz, 1663–1667
- Martin Friedrich Dorn, 1667–1715
- Prosper Anastasius Frederici, 1715–1740
- Johann Daniel Settegast, 1741–1777
- Carl Friedrich Settegast, 1777–1832[6]
- Gustav Theodor Hofheintz, 1832–1847[6]
- Adolf Wilhelm L. Petrenz, 1847–1892
- Paul Albrecht Robert Wagner, 1892–1908
- Rudolf Hemmerling, 1908–1911
- Wilhelm K. T. Grigull, 1911–1913
- Bernhard Rousselle, 1913–1939
- Ernst Schmittat, 1939–1945

### Römisch-katholisch
Vor 1945 war die St.-Bruno-Kirche in Bartenstein die für die Gallinger Einwohner zuständige römisch-katholische Pfarrkirche. Sie gehörte zum damaligen Bistum Ermland.
Nach 1945 und der Vertreibung der einheimischen Bevölkerung zogen sehr viele polnische Neubürger nach Galiny, die größtenteils römisch-katholischer Konfession waren. Das einstige evangelische Gotteshaus wurde zugunsten der Römisch-katholischen Kirche in Polen zwangsenteignet. Es wurde hier eine eigene polnische Pfarrei gebildet, der die Kirche in Szwaruny (Groß Schwaraunen) als Filialkirche zugeteilt wurde. Heute gehört die Mariä-Himmelfahrt-Kirche in Galiny zum Erzbistum Ermland.